# Harpalejeunea latitans
Harpalejeunea latitans là một loài Rêu trong họ Lejeuneaceae. Loài này được (Hook. f. & Taylor) Grolle mô tả khoa học đầu tiên năm 1980.